# Prémio Driehaus
O Prêmio Driehaus de Arquitetura, nome completo O Prémio Richard H. Driehaus na Universidade de Notre Dame, é um prémio internacional que pretende homenagear os principais contribuidores no ramo da nova arquitetura clássica e tradicional.
O Prêmio Driehaus foi concebido como uma alternativa ao Prêmio Pritzker, que tem uma corrente predominantemente modernista. Foi criado em 2003 pela Fundação Richard H. Driehaus e é atribuído anualmente pela Escola de Arquitetura da Universidade de Notre Dame, no Indiana (EUA). O prémio inclui uma recompensa monetária de 200 mil dólares.

## Galardoados
| Ano  | Premiado                                         | País           | Obras Representativas                                                           | Foto |
| ---- | ------------------------------------------------ | -------------- | ------------------------------------------------------------------------------- | ---- |
| 2003 | Léon Krier                                       | Luxemburgo     | Museu Arqueológico de São Miguel de Odrinhas, Sintra, Portugal                  |      |
| 2004 | Demetri Porphyrios [en]                          | Grécia         | Colégio Whitman, Universidade de Princeton, Nova Jérsia, Estados Unidos         |      |
| 2005 | Quinlan Terry                                    | Reino Unido    | Biblioteca Maitland Robinson, Universidade de Cambridge, Cambridge, Reino Unido |      |
| 2006 | Allan Greenberg [en]                             | África do Sul  | Aaron Burr Hall, Universidade de Princeton, Nova Jérsia, Estados Unidos         |      |
| 2007 | Jaquelin T. Robertson [en]                       | Estados Unidos | Plano-mestre de Celebration, Flórida, Estados Unidos                            |      |
| 2008 | Andrés Duany [en] & Elizabeth Plater-Zyberk [en] | Estados Unidos | Plano-mestre de Seaside, Flórida, Estados Unidos                                |      |
| 2009 | Abdel-Wahed El-Wakil [en]                        | Egito          | Nova Mesquita de Quba, Medina, Arábia Saudita                                   |      |
| 2010 | Rafael Manzano Martos                            | Espanha        | Ampliação do Museu do Prado, Madrid, Espanha                                    |      |
| 2011 | Robert A. M. Stern [en]                          | Estados Unidos | Museu Norman Rockwell, Massachusetts, Estados Unidos                            |      |
| 2012 | Michael Graves                                   | Estados Unidos | Resorts World Sentosa, Sentosa, Singapura                                       |      |
| 2013 | Thomas H. Beeby [en]                             | Estados Unidos | Biblioteca Harold Washington, Illinois, Estados Unidos                          |      |
| 2014 | Pier Carlo Bontempi [en]                         | Itália         | Praça da Toscana, Val d'Europe, França                                          |      |
| 2015 | David M. Schwarz [en]                            | Estados Unidos | Parque Globe Life em Arlington, Texas, Estados Unidos                           |      |
| 2016 | Scott Merrill [en]                               | Estados Unidos | Capela de Seaside, Flórida, Estados Unidos                                      |      |
| 2017 | Robert Adam                                      | Reino Unido    | Biblioteca Sackler, Oxford, Reino Unido                                         |      |
| 2018 | Marc Breitman & Nada Breitman-Jakov              | França         | Plano-mestre de Plessis-Robinson, França                                        |      |
| 2019 | Maurice Culot                                    | Bélgica        | Plano-mestre de Hardelot, França                                                |      |
| 2020 | Ong-ard Satrabhandhu                             | Tailândia      | One Nimman, Chiang Mai, Tailândia                                               |      |
| 2021 | Sebastian Treese                                 | Alemanha       | Eisenzahnstraße 1, Berlim, Alemanha                                             |      |
| 2022 | Rob Krier                                        | Luxemburgo     | Cidade da Justiça, Luxemburgo                                                   |      |
| 2023 | Ben Pentreath                                    | Reino Unido    | Plano diretor do Sudeste de Faversham, Inglaterra                               |      |
| 2024 | Peter Pennoyer                                   | Estados Unidos | The Benson na Madison Avenue, Nova York, Estados Unidos                         |      |
| 2025 | Liam O'Connor                                    | Reino Unido    | Memorial Gates, Londres, Inglaterra                                             |      |